# Faucon kobez
Falco vespertinus 
Espèce
Répartition géographique
- Nidification
- Migration hivernale

Statut CITES
Statut de conservation UICN

 VU A2abc+3bc+4abc : Vulnérable
Le Faucon kobez (Falco vespertinus) est une espèce d'oiseaux de proie de la famille des Falconidae.

## Description
Le kobez est un faucon de petite taille, mais doté de longues ailes. Le mâle adulte est entièrement bleu-gris à l'exception du dessous de la queue et les pattes qui sont rouges. La femelle est grise sur le dos et les ailes, orange sur la tête et les parties ventrales, sa face est blanche avec une bande noire sur les yeux et des moustaches.

Les jeunes sont de couleur brune sur le dessus et roussâtre sur le dessous avec des marques sombres et une face reprenant des motifs identiques à ceux de la femelle. Le faucon kobez mesure de 28 à 34 cm avec une envergure de 65 à 75 cm.

## Étymologie
Kobez provient du russe ко́бец (kobets), кобчик (kobtchik). Probablement apparenté à l’ancien saxon „habuc“ et à l’ancien anglais „heafoc”, à l’origine de “hawk”, faucon, dérivés du PIE *kap-, “saisir”, d’où “capable”. D’après l’étymologiste Max Fasmer, il n’y a pas de fondement pour supposer un lien de “ко́бец” avec le mot кобь (kob), “augure”, contrairement à l’opinion d’autres auteurs. En fait, le mot кобь semblait être utilisé principalement comme synonyme de divination par les cris et vols d’oiseaux, mais nous ne possédons pas de documents historiques slaves de pratiques divinatoires concernant les oiseaux de proie.

## Répartition et habitat
Le faucon kobez se rencontre en Europe de l’est et en Asie. C'est un migrateur qui hiverne en Afrique. On trouve assez fréquemment des individus égarés jusqu'en Europe de l’Ouest et, en août 2004, un faucon kobez a été observé, pour la première fois, en Amérique du Nord sur l'île Martha's Vineyard dans l’État du Massachusetts.
Il s'agit d'une espèce diurne qui préfère les habitats ouverts bordés de bosquets, de groupes d’arbres ou de rideaux protecteurs où il peut nicher et se percher. Il fréquente la steppe, la steppe boisée et les habitats avec friches, pâturages ou luzerne. En Afrique, on peut trouver le Faucon kobez dans les prairies, la savane et les terrains broussailleux.

## Écologie et comportement

### Alimentation
Sa méthode de chasse typique ressemble à celle du faucon crécerelle, il se stabilise en vol, scrutant le sol, puis par petites étapes plonge vers sa proie. Il se nourrit essentiellement de gros insectes, mais également de petits mammifères et oiseaux.

### Reproduction

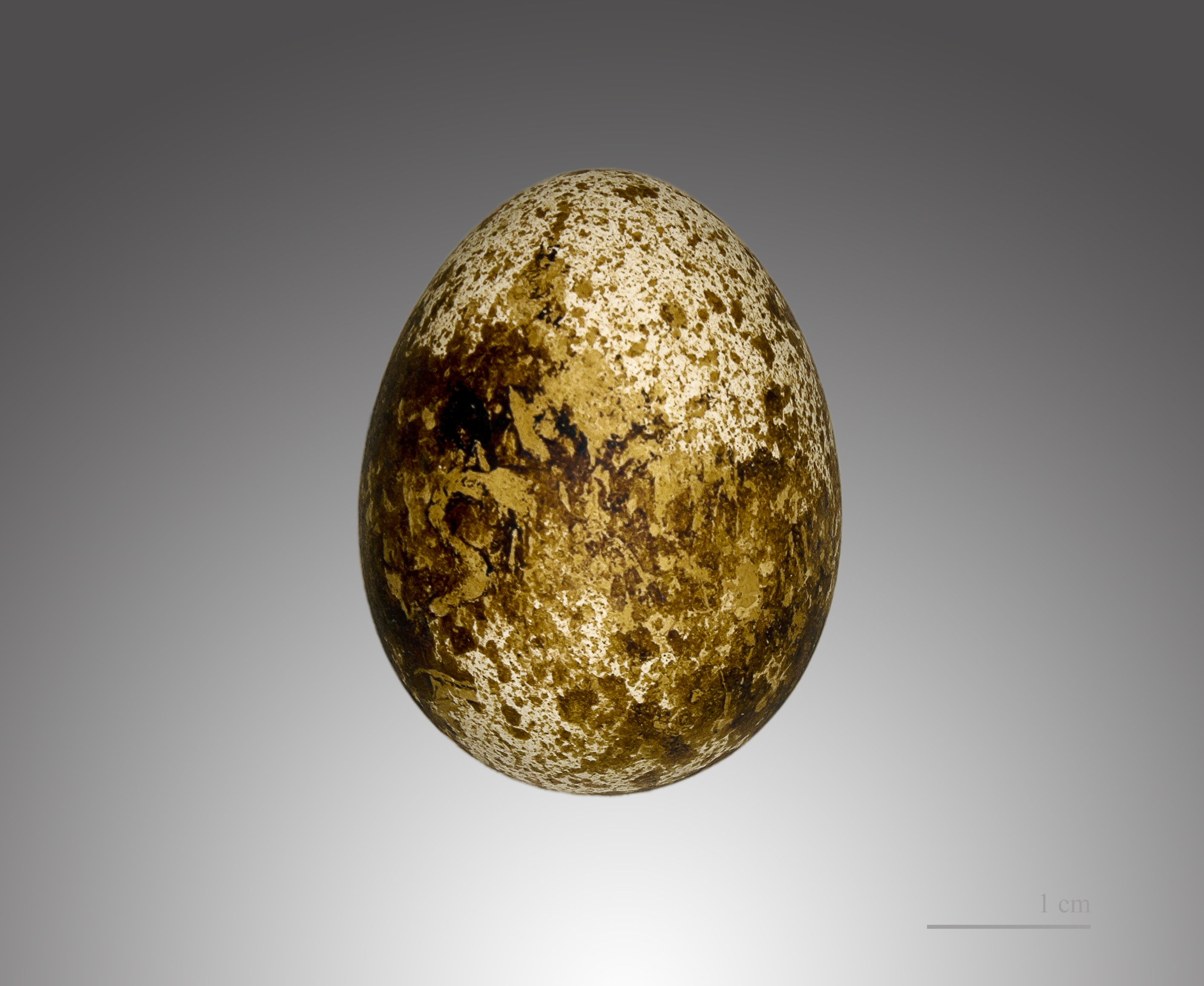
Falco vespertinus - Muséum de Toulouse

Ce faucon se reproduit en colonie, réutilisant de vieux nids de corvidés, comme ceux du corbeau freux. La ponte comporte de 2 à 4 œufs.

Les deux parents participent aux soins parentaux, y compris l'incubation et l'alimentation des oisillons.

Son aire de reproduction s'étend de l'Europe centrale à l'Asie centrale. Son habitat de reproduction est une steppe ouverte et, dans une certaine mesure, des zones arables avec des prairies. 

## Menaces
L'un des facteurs menaçants identifié responsable du déclin de la population mondiale est la pénurie de sites de nidification coloniaux appropriés.
L'espèce dépend fortement des prairies ouvertes et des rookeries car, comme d'autres espèces de Falco, elle ne construit pas de nid, mais utilise généralement les nids de la pie bavarde (Pica pica). 
L'intensification de l'agriculture a entraîné une perte d'habitat et des sites de reproduction, ce qui a provoqué l'effondrement de l'espèce, notamment en Hongrie.

La persécution du corbeau freux (Corvus frugilegus) a également un impact indirect sur le Faucon kobez et est à l’origine de sa mortalité directe, de l’abandon de nids et d’échecs reproductifs.

## Protection
Le faucon kobez bénéficie d'une protection totale sur le territoire français depuis l'arrêté ministériel du 17 avril 1981 relatif aux oiseaux protégés sur l'ensemble du territoire. Il est donc interdit de le détruire, le mutiler, le capturer ou l'enlever, de le perturber intentionnellement ou de le naturaliser, ainsi que de détruire ou enlever les œufs et les nids, et de détruire, altérer ou dégrader son milieu. Qu'il soit vivant ou mort, il est aussi interdit de le transporter, colporter, de l'utiliser, de le détenir, de le vendre ou de l'acheter.

Grâce aux efforts de conservation, la population s'est stabilisée et, en Hongrie, la plupart des couples sont passés de la reproduction dans des nids naturels à la reproduction dans des nichoirs artiﬁciels.

Les efforts de conservation axés sur l'introduction de nichoirs ont réussi à enrayer le déclin du bassin des Carpates et dernièrement, la population reproductrice est considérée comme stable.

Les plates-formes d'élevage artificielles, nichoirs ou nids artificiels de brindilles présentent souvent des solutions aux résultats remarquables, mais la pérennité à long terme de ces populations reste à résoudre.

Les colonies artificielles sont un outil important et efficace dans la conservation du Faucon kobez.

Aujourd'hui,  environ deux tiers des couples de Faucons kobez de Hongrie se reproduisent dans des structures artificielles.

Diverses autres espèces comme le faucon crécerelle (Falco tinnunculus), le choucas des tours (Corvus Monedula), le  hibou moyen-duc (Asio otus) profitent également de la nidification.